# James Curtis Hepburn
James Curtis Hepburn (13. března 1815 Milton, Pensylvánie – 21. září 1911 East Orange, New Jersey) byl americký lékař, posléze křesťanský misionář, působící v Japonsku.

## Život a dílo
V roce 1859 odešel za účelem výuky západní medicíny do Japonska. Žil v malém městečku Kanagawa v Jokohamě, roku 1886 se zde stal jedním ze zakladatelů tokijské univerzity Meiji Gakuin. V letech 1874–1888 byl vedoucím výboru západních a japonských překladatelů, kteří překládali bibli s pomocí tzv. rómadži do japonštiny.

### Celosvětový význam pro japanologii
Roku 1867 sestavil první japonsko-anglický slovník. Jeho jméno nese tzv. Hepburnova transkripce, užívaná v oboru japanologie jako jeden z přepisů japonštiny do latinky.

## Vyznamenání
- Řád vycházejícího slunce III. třídy – 14. března 1905[4]